# 人魚系列
《人魚系列》（德語：Mermaid Saga），是日本漫畫家高桥留美子的日本漫畫作品，曾改编成OVA、電視動畫、小說和廣播劇作品。並且榮獲第20屆（1989年）日本星雲賞漫畫獎。
最初於小學館《週刊少年Sunday》（週刊少年サンデー）上進行不定期連載。後來將連載集結成彩色單行本發行，全三冊，分別為：《人魚之森》（人魚の森）、《人魚之傷》（人魚の傷）及《夜叉之瞳》（夜叉の瞳）。《人魚森林》與《人魚傷痕》的台灣中文版皆由尖端出版代理，連載於尖端出版發行的《神奇地帶》雜誌。

## 故事簡介
江戶時代一个叫湧太的漁民，在年輕時吃了人魚肉後而變成不老不死，而當時吃下人魚肉的同伴中，一人變成了怪物，暴斃而亡，另一人則在隔日吐血而死。在事件過後湧太結了婚，經過了長時間之後，湧太的妻子發現自己年華老去而湧太卻不會變老，湧太因此聽從村中女長者意見，踏上尋找人魚的旅程，從而尋求變回普通人的方法。500年後，他遇見被人魚族囚禁的少女真魚，得悉她也曾食用人魚肉並將她救出，從此二人結伴同行。旅途中，他們遇到不少和人魚有關的事件，這些事件多數是人類因追求人魚所蘊含的不死力量而造成的悲劇。

## 主要人物
湧太
配音員：（日本）山寺宏一；（香港）梁偉德
本作的男主角。500歳。500年前是一個漁夫，20歲時因為捕魚的同伴帶回了一塊奇怪的肉而吃下了人魚肉，三人分吃了這人魚塊肉，但三個吃了人魚肉的漁民中，只有湧太活了下來，從此長生不老。希望找到人魚尋到做回普通人的方法，於是為了尋找人魚而不斷地旅行，在旅行途中遇上了不同的女孩子〈包括阿鱗、阿苗、奈津美、晶子等〉。在人魚之鄉發現人魚的存在，並救出吃下人魚肉的真魚，其後和真魚一起繼續旅程。
真魚
配音員：（日本）高山南；（香港）鄭麗麗
本作的女主角。15歳。個性率直天真，長得亭亭玉立，不過卻有少許小姐脾氣。出現在故事的現代，在嬰兒時已被拐至人魚之鄉，原作人魚之鄉是位於瀨戶內海區域，在15歲時因湧太的闖入而被解救，在之前一直銬着腳鐐，因為吃下人魚肉，同樣是長生不老。其實是人魚之鄉的人魚想她長大後吃她的肉，從而變得年輕和擁有美麗的樣貌。隨著時間的推移愛上了湧太，但從她本人簡單的感情中並不明白這是愛。

### 人魚不再笑
- 姥姥：（日本）；（香港）林丹鳳
- 鮎
- 鰍

### 鬥魚之里
- 阿鱗：（日本）桑島法子；（香港）陸惠玲
- 阿砂：（日本）折笠愛；（香港）梁少霞

### 人魚之森
- 神無木登和：（日本）島本須美；（香港）黃麗芳
- 神無木佐和：（日本）京田尚子／年輕時期：池澤春菜；（香港）袁淑珍
- 椎名：依田英助（日语：依田英助）／年輕時期：三戶耕三（日语：三戸耕三）；（香港）黃子敬

### 夢的終結
- 大眼：（日本）鄉里大輔；（香港）林國雄

### 舍利姬
- 奈津美：（日本）杉山佳壽子；（香港）曾秀清
- 奈津美父親：（日本）北村弘一（日语：北村弘一）／年輕時期：菅原淳一；（香港）張炳強
- 法師：（日本）加藤精三（日语：加藤精三）；（香港）黃子敬

### 最後之顏
- 七生：（日本）藤田淑子；（香港）陸惠玲
- 七生母親：（日本）勝生真沙子；（香港）袁淑珍
- 七生祖母：（日本）巴菁子；（香港）黃鳳英
- 男：（日本）高田裕司（日语：高田裕司 (声優)）／少年時期：大本真基子；（香港）陳欣／少年時期：蔡惠萍

七生真正的父親。

### 約定的明天
- 阿苗：（日本）天野由梨；（香港）陳凱婷
- 英二郎：（日本）大木民夫／60年前：松本保典；（香港）張炳強
- 草吉：（日本）稻葉實／60年前：頓宮恭子；（香港）招世亮／60年前：林丹鳳

### 人魚之傷
- 真人：大本真基子
- 美沙：佐久間玲
- 雪枝：本多知惠子

### 夜叉之瞳
唯一沒有動畫化的故事。
- 鬼柳新吾
- 鬼柳晶子
- 鬼柳未亡人
- 杉子

## 名詞解釋
人魚各部份的功用：
- 血：比肉的功效還微弱，外表會一直年輕但内臟逐年衰老，體力也會逐年衰退，亦會有生命终结之時。且不適者身體某部份會怪物化。（人魚之森）

- 肉：因體質而定，會令人立即死亡、或成為無理智的半魚人（怪物，也有少數部分會保留理智）、也可能成為屍身不壞的木乃伊（夜叉之瞳），即使活下来的人裡也會有部分人吃下的人魚肉效力逐年减退，最後因傷口無法癒合而死（人魚之傷），只有極少數的人可以成為不死之身。即使是這些極少數人當中，還是會有人因身體不能完全適應而留下傷痕（最後之顏）。如果將人魚肉磨成粉末，雖然不會有吃下整塊肉之後的功效，但可以使傷口以驚人的速度痊愈（最後之顏）。

- 骨灰：令屍體成為沒有靈魂的空殼活屍，到處殺人。待數年骨灰效力過去後則變回屍體。也可作為植物的肥料，使植物四季不謝。装有人鱼骨灰的罐子埋在尸体附近，亦有神奇的防腐效果（约定的明日）。

- 膽（現代日語通常指肝臟和膽的合稱[1]）：借骨還魂之素材，配合還魂術可以使白骨恢復為活人，但復活者成為不死之人且失去生前的記憶，為了維持生命要不斷的食用其他生物的膽。若把膽取走或停止吃生膽則會變回白骨。（舍利姬）

- 毒：也就是人魚毒，是把人魚的屍體浸泡在毒草中，使其腐爛後形成的毒。可以殺死半魚人及長生不老的人，少量毒也可以使人體小部份造成傷痕，通常變成半魚人（怪物）都是人魚毒的作用造成的。（人魚不再笑）

## 作品列表
- 人魚不再笑（人魚は笑わない）
初刊於《週刊少年Sunday增刊（日语：週刊少年サンデーS）》1984年8月號、9月號
- 鬥魚之里（闘魚の里）
初刊於《週刊少年Sunday增刊》1985年9月號、10月號
- 人魚之森（人魚の森）
初刊於《週刊少年Sunday》1987年22號、23號
- 夢的終結（夢の終わり）
初刊於《週刊少年Sunday》1988年23號
- 約定的明天（約束の明日）
初刊於《週刊少年Sunday》1990年45號、46號
- 人魚之傷（人魚の傷）
初刊於《週刊少年Sunday》1992年5號、6號
- 舍利姬（舎利姫）
初刊於《週刊少年Sunday》1992年6月增刊號
- 夜叉之瞳（夜叉の瞳）
初刊於《週刊少年Sunday》1993年5號、6號
- 最後之顏（最後の顔）
初刊於《週刊少年Sunday》1994年7號、8號

### 單行本一覽
《Rumic World Special》（るーみっくわーるど すぺしゃる）
- 人魚森林：收錄「人魚不再笑」、「鬥魚之里」、「人魚森林」
- 人魚傷痕：收錄「夢的終結」、「約定的明天」、「人魚傷痕」、「舍利姬」

發行時，封面插圖使用螺鈿色的墨水進行上色。還有，連載當時的彩色原稿有保留收錄，並有將單行本的部分內容重新繪製，不過最後因發行日期逼近，所以「夜叉之瞳」「最後之顏」這2篇沒有收錄。
| 標題     | 小學館         | 小學館             | 尖端出版社 | 尖端出版社         |
| 標題     | 發售日期       | ISBN               | 發售日期   | ISBN               |
| -------- | -------------- | ------------------ | ---------- | ------------------ |
| 人魚森林 | 1988年4月20日  | ISBN 4-09-121854-7 | 1993年3月  | ISBN 957-712-137-3 |
| 人魚傷痕 | 1992年12月15日 | ISBN 4-09-121855-5 | 1993年3月  | ISBN 957-712-138-1 |
《高橋留美子 人魚系列》（高橋留美子 人魚シリーズ）
1. 人魚之森：收錄「人魚不再笑」、「鬥魚之里」、「人魚之森」
2. 人魚之傷：收錄「夢的終結」、「約定的明天」、「人魚之傷」
3. 夜叉之瞳：收錄「舍利姬」、「夜叉之瞳」、「最後之顏」

本書是將之前《Rumic World Special》重新收錄在通常尺寸的單行本之後，並以低廉的價格進行販售，而且包含「夜叉之瞳」「最後之顏」等所有發表過作品一併收錄至此新書。
| 標題     | 小學館         | 小學館             | 尖端出版社    | 尖端出版社           |
| 標題     | 發售日期       | ISBN               | 發售日期      | EAN                  |
| -------- | -------------- | ------------------ | ------------- | -------------------- |
| 人魚之森 | 2003年10月18日 | ISBN 4-09-127741-1 | 2004年6月24日 | EAN 471-0614-36970-2 |
| 人魚之傷 | 2003年11月18日 | ISBN 4-09-127742-X | 2004年6月24日 | EAN 471-0614-36971-9 |
| 夜叉之瞳 | 2003年12月18日 | ISBN 4-09-127743-8 | 2004年7月22日 | EAN 471-0614-37037-1 |

## OVA
1991年和1993年推出兩部OVA。

### 人魚之森
1991年8月發售，共55分鐘。與原作設定的時代有所不同。
配音陣容
- 湧太：山寺宏一
- 真魚：高山南
- 登和：土井美加
- 佐和：此島愛子
- 佐和（少女時期）：山崎和佳奈
- 椎名：槐柳二
- 椎名（青年時期）：田中和實

製作人員
- 導演：水谷貴哉
- 人物設定、動畫總監：一石小百合
- 劇本：大久保昌一良
- 美術監督：金村勝義
- 攝影監督：野口肇
- 音響監督：本田保則
- 音樂：川井憲次
- 製作人：淺見勇、仙田勇
- 聯合製片人：佐佐木史朗、奧野敏聰、神田修吉
- 動畫製作：OB企劃
- 製作：小學館、Victor音樂產業（今Victor Entertainment）

插入曲

作詞：松本花奈策，編曲：川井憲次，主唱：廣谷順子
片尾曲
「 -Born to love you-」
作詞：山田弘志，作曲：間瀨野憲治，主唱：深津繪里

### 人魚之傷
1993年9月發售，共46分鐘。
配音陣容
- 湧太：山寺宏一
- 真魚：高山南
- 真人：原田優一（童星）
- 美沙：高島雅羅
- 雪枝：井上喜久子
- 春代：峰敦子

製作人員
- 導演：淺香守生
- 人物設定、動畫總監：高橋久美子
- 劇本：浦畑達彥
- 美術監督：金子英俊
- 攝影監督：山口仁
- 音響監督：本田保則
- 音樂：都留教博
- 動畫製作：MADHOUSE
- 製作：小學館、Victor Entertainment

插入曲

作詞：松本一起，作曲、編曲：都留教博，主唱：新居昭乃
片尾曲
「Beads of tears」
作詞：齊藤美和子，作曲：內田成滋，編曲：井上日德，主唱：持田真樹

## 電視動畫
以《高橋留美子劇場 人魚之森》作為標題，2003年10月4日至12月20日在東京電視網的深夜時段首播。全13話。僅剩「人魚之傷」單元因內容及尺度等因素無法在電視上進行播放，但有收錄在DVD（並有印著R15+指定）。香港由無線電視翡翠台於深夜時段播放，臺灣由東森戲劇台同樣在深夜時段播放。

### 製作人員
- 導演：奧脇雅晴
- 劇本統籌：宮下隼一（日语：宮下隼一）
- 人物設定：佐藤正樹
- 色彩設計：兒玉尚子
- 美術監督：德田俊之、東潤一
- 攝影監督：杉浦充
- 剪輯：岡田輝滿
- 音響監督：浦上靖夫（日语：浦上靖夫）
- 音響效果：橫山正和（日语：横山正和）
- 音樂製作：原田末秋（日语：原田末秋）
- 文藝擔當：飯澤洋子
- 製作擔當：山川剛史
- 創意製作人：吉岡昌仁（日语：吉岡昌仁）
- 製作人：小林教子、橫山敏
- 製作：東京電視台、TMS Entertainment

### 主題歌
片頭曲「Like an angel」
作詞、作曲、主唱：石川知亞紀，編曲：加藤道明
片尾曲
作詞、主唱：kayoko，作曲：kayoko&小宮山真介，編曲：小宮山真介

### 各話列表
| 話數     | 日文標題 | 中文標題           | 香港標題           | 劇本     | 分鏡     | 演出     | 作畫監督          |
| -------- | -------- | ------------------ | ------------------ | -------- | -------- | -------- | ----------------- |
| 第一話   |          | 人魚不再笑         | 不笑人魚           | 宮下隼一 | 奧脇雅晴 | 細田雅弘 | 秦野好紹          |
| 第二話   |          | 鬥魚之村（前篇）   | 鬥魚之鄉（前篇）   | 笹野惠   | 西村純二 | 岡崎幸男 | 日向正樹          |
| 第三話   |          | 鬥魚之村（後篇）   | 鬥魚之鄉（後篇）   | 笹野惠   | 西村純二 | 江島泰男 | 河村明夫          |
| 第四話   |          | 人魚之森（前篇）   | 人魚森林（前篇）   | 玉井☆豪  | 奧脇雅晴 | 太輔     | 依田正彥          |
| 第五話   |          | 人魚之森（後篇）   | 人魚森林（後篇）   | 玉井☆豪  | 奧脇雅晴 | 松園弘志 | 小川一郎          |
| 第六話   |          | 夢之終結           | 夢的終結           | 笹野惠   | 大庭秀昭 | 大庭秀昭 | 秦野好紹          |
| 第七話   |          | 舍利姬             | 舍利姬             | 島崎大基 | 奧脇雅晴 | 渡邊純夫 | 大久保修 服部益美 |
| 第八話   |          | 最後的容顏（前篇） | 最後的面孔（後篇） | 玉井☆豪  | 奧脇雅晴 | 宮田亮   | 日向正樹          |
| 第九話   |          | 最後的容顏（後篇） | 最後的面孔（後篇） | 玉井☆豪  | 奧脇雅晴 | 後信治   | 河村明夫          |
| 第十話   |          | 約定的明天（前篇） | 承諾的明天（前篇） | 宮下隼一 | 西村純二 | 村上将   | 石川晋吾          |
| 第十一話 |          | 約定的明天（後篇） | 承諾的明天（後篇） | 宮下隼一 | 大宅光子 | 松園弘志 | 小川一郎          |
| 第十二話 |          | 人魚之傷（前篇）   | 不適用             | 宮下隼一 | 奧脇雅晴 | 又野弘道 | 小川一郎          |
| 最終話   |          | 人魚之傷（後篇）   | 不適用             | 宮下隼一 | 奧脇雅晴 | 松園弘志 | 佐藤正樹          |

### 播放電視台
2003年10月4日至12月20日，在東京電視網深夜時段首播。香港則於2004年9月19日至10月17日深夜時段首播。
| 播放地區       | 播放電視台   | 播放時間                  | 備註 |
| -------------- | ------------ | ------------------------- | ---- |
| 關東廣域圈     | 東京電視台   | 星期六 24時55分－25時25分 |      |
| 北海道         | TV北海道     | 星期三 26時30分－27時00分 |      |
| 愛知縣         | 愛知電視台   | 星期三 25時28分－26時58分 |      |
| 大阪府         | 大阪電視台   | 星期六 25時25分－25時55分 |      |
| 岡山縣、香川縣 | 瀨戶內電視台 | 星期二 25時40分－26時10分 |      |
| 福岡縣         | TVQ九州放送  | 星期一 26時25分－26時55分 |      |
| 日本全國       | BS JAPAN     | 星期日 24時30分－25時00分 |      |

| 翡翠台 星期日 00:20－01:20 9月19日 00:20－01:50                   | 翡翠台 星期日 00:20－01:20 9月19日 00:20－01:50           | 翡翠台 星期日 00:20－01:20 9月19日 00:20－01:50   |
| ----------------------------------------------------------------- | --------------------------------------------------------- | ------------------------------------------------- |
|                                                                   | 高橋留美子劇場-人魚之森 （2004年9月19日－10月17日）       |                                                   |
| —                                                                 | 高橋留美子動漫世界 （2004年10月24日－11月28日）           |                                                   |
| 翡翠台 星期日 01:15－02:15 11月13日 01:15－02:45 12月11日暫停播映 |                                                           |                                                   |
| 新增動畫時段                                                      | 高橋留美子劇場-人魚之森 重播 （2005年11月13日－12月18日） | 高橋留美子動漫世界 重播 （2006年1月8日－2月19日） |

## 外部連結
- TMS Entertainment作品介紹官方網站 （页面存档备份，存于） （日語）
- Rumiko No Sekai Ningyo no mori Section （英文）
- 人魚之森DVD-BOX情報網站（含電影分級制度提醒） （日語）